# Camponotus navigator
Camponotus navigator är en myrart som beskrevs av Wilson 1967. Camponotus navigator ingår i släktet hästmyror, och familjen myror. Inga underarter finns listade.